# Affaire Zygier
L’affaire Zygier ou affaire du prisonnier X est une affaire judiciaire du début des années 2010 en Israël qui provoque des tensions avec l'Australie. Mort en détention en 2010, un reportage de l'Australian Broadcasting Corporation a identifié en février 2013 ce prisonnier comme un certain Ben Zygier. Les médias israéliens avaient jusqu'alors fait de leur côté l'objet d'une obligation de silence.

## Description
Le « prisonnier X » est l'un des noms donné à un homme qui a été emprisonné en Israël dans le plus grand secret pour un ou des crimes non spécifiés à la prison Ayalon, une prison de haute sécurité à Ramla. Ce prisonnier est mort en détention en 2010 et il est rapporté qu'il s'est suicidé en se pendant dans sa cellule.
Plusieurs sources d'informations l'ont identifié en 2013 comme Ben Zygier, un citoyen australien. Selon les médias, il aurait été membre du Mossad, l’une des trois agences de renseignement d’Israël. Le gouvernement israélien a reconnu qu'un prisonnier détenu sous un pseudonyme est bien mort en détention, mais n'a pas confirmé l'identité du prisonnier comme étant Zygier.
Selon les investigations des journalistes, Ben Zygier, né le 9 décembre 1976 à Melbourne et mort le 15 décembre 2010 à 34 ans, est un immigré juif en Israël. Impliqué depuis sa jeunesse notamment dans le mouvement Hachomer Hatzaïr, en 2001 il immigre en Israël où il épouse une Israélienne dont il aura deux enfants. Il travaille d'abord pour le cabinet d'avocats Herzog, Fox & Ne'eman (en). Il aurait été recruté par les services secrets israéliens lors de son service militaire et son appartenance n'a pas fait l'objet de démenti de la part d'Israël. Zygier aurait débuté en tant qu'agent du Mossad en 2005, se faisant embaucher dans une firme italienne qui fabrique du matériel électronique de haute technologie et le vend notamment en Iran et en Syrie, deux des cibles privilégiées des renseignements israéliens. C'est dans ce cadre que Zygier a visité l'Iran, la Syrie et le Liban avec son passeport australien. Ayant brusquement perdu tout intérêt pour son travail, il se fait licencier par ses employeurs italiens et revient en Israël où il tente de se « rattraper » en prenant l'initiative d'obtenir des informations de la part du Hezbollah : ce sont ses rendez-vous avec des membres du Hezbollah qui lui valent l'objet d'être arrêté pour trahison. Il aurait livré notamment les noms d'au moins deux informateurs d'Israël.
L'arrestation puis la détention de Ben Zygier peut également s'expliquer dans le cadre du « Dubaïgate », l'assassinat du membre du Hamas Mahmoud al-Mabhouh à Dubaï, par un groupe de personnes ayant utilisé des passeports de plusieurs nationalités, dont un faux australien. 
Selon Israël, les droits du « prisonnier X » ont été respectés et sa famille aurait été tenue au courant de la procédure puis de la détention de Zygier. Le gouvernement australien a annoncé qu'il allait enquêter sur la mort de Zygier qui possédait trois passeports australiens. L'Australie permet en effet facilement de changer plusieurs fois de noms, Ben Zygier ayant exploité cet avantage dans le cadre de ses missions d'espionnage.
Le cas de Ben Zygier n'est pas unique, en juillet 2013, l'existence d'un second « prisonnier X » a été révélée.